# Ройка (озеро)
Ройка (фин. Roikanjärvi) — озеро на Карельском перешейке в Куйвозовском сельском поселении Всеволожского района Ленинградской области России.

## История
На картах 1792 года обозначено под названием «Озеро Ракоярви», на картах Ф. Ф. Шуберта название у озера приведено уже современное.

## Географическая характеристика
Площадь озера составляет 2 км². Площадь водосборного бассейна — 100 км². Расположено на высоте 49,4 м над уровнем моря. В озеро впадают реки Рохма и Ятки, вытекает одноименная река Ройка, впадающая в Лемболовское озеро.
В окрестностях Ройки расположены деревня Керро, а также дачные массивы «Интеркомплекс», «Керро-2», «КЭТ», «Приозёрное», «Ройка» и «ТОО ГОИ». Озеро окружено живописными лесами.